# Siete mesas de billar francés
Pour plus de détails, voir Fiche technique et Distribution.
Siete mesas de billar francés est un film espagnol réalisé par Gracia Querejeta, sorti en 2007.

## Synopsis
Angela emmène son fils Guille à la ville pour voir Leo, son père, ainsi que son grand-père. Mais celui-ci tombe malade et meurt. Charo, sa compagne, souhaite vendre le commerce familial : une salle avec sept tables de billard.

## Fiche technique
- Titre : Siete mesas de billar francés
- Réalisation : Gracia Querejeta
- Scénario : David Planell et Gracia Querejeta
- Musique : Pascal Gaigne
- Photographie : Ángel Iguácel
- Montage : Nacho Ruiz Capillas
- Production : Juan Carlos Caro
- Société de production : Elías Querejeta Producciones Cinematográficas
- Pays :  Espagne
- Genre : Comédie dramatique
- Durée : 116 minutes
- Dates de sortie : 
  -  Espagne : 5 octobre 2007

## Distribution
- Maribel Verdú : Ángela
- Blanca Portillo : Charo
- Jesús Castejón : Antonio
- Víctor Valdivia : Guille
- Enrique Villén : Tuerto
- Raúl Arévalo : Fele
- Ramón Barea : Jacinto
- Lorena Vindel : Evelin
- Natalia Mateo : Julia
- César Cambeiro : Mouriños
- José Luis García Pérez : Fran
- Amparo Baró : Emilia
- Luisa Merelas : Luchi
- Celia Bermejo : Vecina Tuerto
- Ian de Muns : Juan
- José María Morales : Vizcaíno
- Vicente Benito : Leo
- Eva Díaz Obregón : Gloria

## Distinctions
Le film a été nommé pour dix prix Goya et a obtenu celui de la meilleure actrice pour Maribel Verdú et du meilleur second rôle féminin pour Amparo Baró.